# Mjolden Sogn
Mjolden Sogn (deutsch Medolden) ist eine Kirchspielsgemeinde (dän. Sogn) in Nordschleswig, Dänemark. Sie liegt nordwestlich der Stadt Tønder (dt. Tondern). Seit 1970 gehörte sie zur Kommune Skærbæk (dt. Scherrebek) und wurde mit der Kommunalreform 2007 ein Teil der Großkommune Tondern.

## Gemeindegebiet
Medolden zählt mit 17,3 km² Grundfläche zu den kleineren Gemeinden in Nordschleswig und wird von insgesamt 204 Menschen bewohnt (Stand 1. Januar 2023). Damit hat die Gemeinde innerhalb der letzten 40 Jahre über 100 Einwohner verloren.
Die Gemeinde liegt auf zwei relativ flachen Geestzungen, die durch die Niederung der Breder Au, einem der größten Wasserläufe des Landesteils, voneinander getrennt sind. Im kleineren südlichen, mit Randerup verbundenen Teil um das Dorf Vorballum liegt die höchste Erhebung bei lediglich fünf Metern. Nördlich der Au übersteigt die Landhöhe ebenfalls nicht mehr als acht Meter. Nördlich vom Kirchdorf liegt ein kleineres Marschgebiet, weiter im Westen eine größere fast unbewohnte Marschniederung.
Abgesehen von einigen Einzelstellen wohnen die Einwohner des Kirchspiels fast ausschließlich in den Dörfern Ottersbüll (auch Ottesbüll, im Nordosten), Medolden (im Osten) und Vorballum (im Südwesten, links der Breder Au). In der preußischen Zeit bildeten die drei Dörfer eigenständige Kommunen, doch wurde das kleine Vorballum bald nach Medolden eingemeindet.
Nachbargemeinden sind im Westen Ballum, im Norden Skærbæk, im Osten Døstrup (dt. Döstrup) und im Süden Randerup sowie an einem Punkt Brede.

## Geschichte
Auf dem Gebiet der Gemeinde hat man zwar keine steinzeitlichenBesiedlungsspuren gefunden, dafür aber zahlreiche Relikte aus der Eisenzeit, darunter Spuren einer römerzeitlichen Siedlung bei Ottersbüll und Urnengräber bei Medolden und Vorballum.
Ursprünglich gehörte ein Großteil der Gemeinde Mjolden zum Gerichts- und Verwaltungsbezirk der Loharde. Im 13. Jahrhundert kam der größte Teil der Gemeinde in den Besitz des Bischofs von Ripen. Da dieser dänischer Reichsprälat war, kamen diese Besitzungen im 15. Jahrhundert zum Königreich Dänemark und nicht wie das Umland zum Herzogtum Schleswig. Zu letzterem gehörte nur der Teil der Gemeinde, welcher zu Lügumkloster beziehungsweise zum Amt Hadersleben (Hvidingharde) gehörte.
Nach der Reformation wurde der bischöfliche Besitz dem adeligen Gut Troiburg unterstellt, das vorher ebenfalls ein Bischofsbesitz war, blieb aber als Enklave Teil des Königreichs. Im 19. Jahrhundert wurde der Name Loharde wieder eingeführt, nachdem die Gutsherren ihre Gerichtsbarkeit eingebüßt hatten.
Nach dem Krieg von 1864 kam die gesamte Gemeinde zu Preußen und wurde 1867 in drei Landgemeinden im Kreis Tondern aufgeteilt. Bei der Volksabstimmung am 10. Februar 1920 über die staatliche Zugehörigkeit entschieden sich 227 Bewohner für Dänemark und nur sieben für Deutschland. Bis zur Kommunalreform 1970 blieb Mjolden eine eigenständige Kirchspielsgemeinde im Amt Tondern. Seither gehört es zur Kommune Skærbæk in Sønderjyllands Amt. 2007 wurde es Teil der Großkommune Tønder.

## Sehenswürdigkeiten
Südlich des Hauptdorfes liegt die romanische Mauritiuskirche. Sie zeigt die vollständige regionstypische Aufteilung in Apsis, Chor, Schiff und Turm.

## Verkehr
Eine Landstraße von Højer Sogn (dt. Hoyer) und Randerup zieht sich durch alle drei Dörfer und führt weiter nach Skærbæk. Die nächsten Bahnstationen an der Marschbahn befinden sich in Skærbæk und Døstrup.